# Try Honesty (мініальбом)
Try Honesty — мініальбом канадського гурту Billy Talent, виданий 2001 року. Цей запис є дуже рідкісним і його вартість на аукціоні eBay доходить до 100 доларів за диск.

## Список пісень
Автор музики і слів Billy Talent. 
| Перше видання | Перше видання                            | Перше видання |
| #             | Назва                                    | Тривалість    |
| ------------- | ---------------------------------------- | ------------- |
| 1.            | «Try Honesty» (Demo)                     |               |
| 2.            | «How It Goes» (This Is How It Goes Demo) |               |
| 3.            | «Cut the Curtains» (Demo)                |               |
| 4.            | «Beach Balls»                            |               |

| Re-Release (1 вересня 2003) | Re-Release (1 вересня 2003) | Re-Release (1 вересня 2003) |
| #                           | Назва                       | Тривалість                  |
| --------------------------- | --------------------------- | --------------------------- |
| 1.                          | «Living in the Shadows»     |                             |
| 2.                          | «Try Honesty»               |                             |
| 3.                          | «The Ex»                    |                             |
| 4.                          | «Cut the Curtains»          |                             |
| 5.                          | «Prisoners of Today»        |                             |
| 6.                          | «This Is How It Goes»       |                             |